# 瓦伊什维尔卡斯

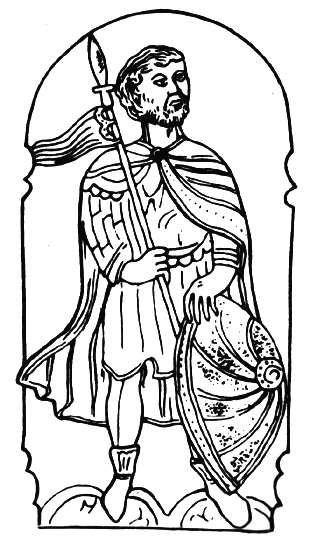
16世纪至17世纪的后人想象出的肖像

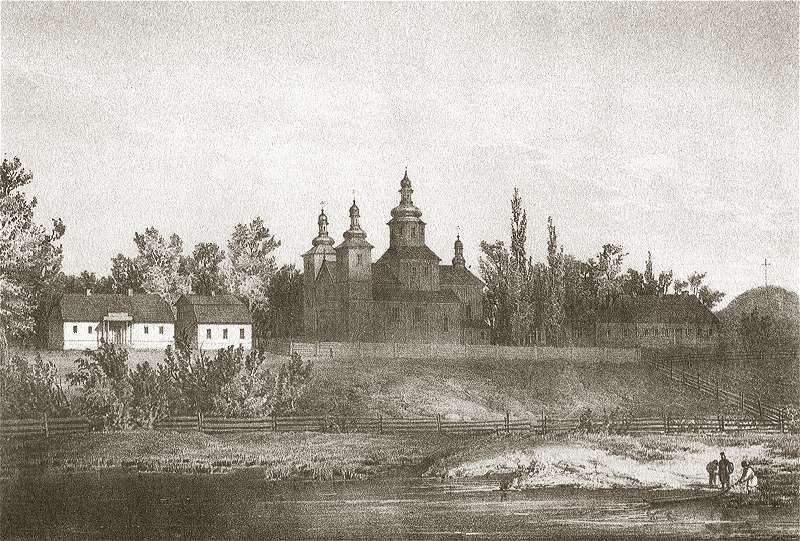
可能是由瓦伊什维尔卡斯所建立的修道院（纳波伦·奥尔达绘）

瓦伊舍尔加或瓦伊什维尔卡斯（Vaišelga或Vaišvilkas，也被拼为Vojszalak、Vojšalk、Vaišalgas；1268年12月9日被杀）是立陶宛大公（1264年-1267年），他是第一位，也是唯一一位立陶宛国王明道加斯的儿子。
瓦伊什维尔卡斯的青年经历没有记载，他唯一一次出现在史册中是在1254年，他以他父王明道加斯的名义，与哈利奇-沃里希连的丹尼尔签署条约。在条约中，哈利奇-沃里希连将黑鲁塞尼亚及其中心新格鲁多克交给立陶宛。因此，具体说来，是将瓦伊什维尔卡斯的妹妹嫁给丹尼尔的儿子斯瓦尔恩。瓦伊什维尔卡斯被指名为一些领地的公爵。在昄依希腊东正教后，他便迷醉于宗教生活，以至于他将她的头衔和土地都交给了哈利奇的丹尼尔之子，罗曼·达尼洛维奇手中。他成立了一个修道院，传统上被认为是尼曼河岸的拉夫拉谢夫修道院，之后瓦伊什维尔卡斯便进入修道院成为修道士。他动身去希腊阿索斯山朝圣。但因为巴尔干地区战乱不断，他没到目的地便中途折返，回到新格鲁多克。
1264年，他躲过了特莱尼奥塔和道曼塔斯对他父亲和他两个弟弟的暗杀。特莱尼奥塔被明道加斯的前仆所杀。瓦伊什维尔卡斯与他的妹夫斯瓦尔恩联盟。他们试图控制黑鲁塞尼亚和立陶宛公国。随后他们发起对纳尔希亚和德尔图瓦的进攻，因为这两个地方反明道加斯和瓦伊什维尔卡斯的中心。纳尔希亚公爵道曼塔斯被迫逃到普斯科夫。纳西亚另一位有影响力的公爵苏克塞则逃到利沃尼亚。瓦伊什维尔卡斯成为立陶宛大公。作为基督徒，他希望与条顿骑士团和利沃尼亚骑士团保持良好关系。他与利沃尼亚签署关于道加瓦河贸易的和约。立陶宛不再支持大普鲁士起义，骑士团对瑟米加利亚人和库洛尼亚人的讨伐未受干扰。瓦伊什维尔卡斯与斯瓦尔恩一道在1265年进攻波兰，以报1264年约特温吉亚人被灭绝之仇。
1267年，他决定回归修道院生活，瓦伊什维尔卡斯将大公的称号交给斯瓦尔恩。一年后他被斯瓦尔恩的兄长列夫一世杀害，因为后者对瓦伊什维尔卡斯没将权力分给他和他弟弟（斯瓦尔恩）一事大为恼怒。他被葬在弗拉基米尔-沃伦斯基圣母升天教堂附近。

## 名字
大公原来的立陶宛语名究竟是何让诸多历史学家和历史学家感到头疼。对大公的名字进行恢复后，他们得到了两个名字，且都可靠，一个就是“瓦伊什维尔卡斯”（Vaišvilkas），源自Woyszwiłk，另一个是“瓦伊舍尔加”（Vaišelga），源自Vojšalk。卡济米埃拉斯·布加第一个将大公的名字恢复为Vaišvilkas。事实上，双词根名的第一个部分vaiš-没有争议，在多个类似的名字中得到证实。但是，第二个部分-vilkas（意为狼）则几乎不曾立陶宛姓名中出现过。这使得大公名字的最初形式应为“瓦伊什维拉斯”（Vaišvilas）的假说横空出世。另一种名字“瓦伊舍尔加”/“瓦伊沙尔加”（Vaišelga/Vaišalga）在历史作品中更受欢迎，虽然第二个部分-alg/-elg的来历并不完全明确。最终，部分研究者甚至提出他有两个名字，其一为“瓦伊什维拉斯”（Vaišvilas）。